# Campeonato Mundial de Ciclismo de Montaña de 2005
El XVI Campeonato Mundial de Ciclismo de Montaña se celebró en la localidad de Livigno (Italia) entre el 30 de agosto y el 4 de septiembre de 2005, bajo la organización de la Unión Ciclista Internacional (UCI) y la Federación Ciclista Italiana. 
Se compitió en 4 disciplinas, las que otorgaron un total de 10 títulos de campeón mundial:
- Descenso (DH) – masculino y femenino
- Campo a través (XC) – masculino, femenino y mixto por relevos
- Campo a través para 4 (4X) – masculino y femenino
- Trials (TRI) – masculino 20″, masculino 26″ y femenino 20″/26″

## Resultados

### Masculino
| Evento                        | Oro                                  | Plata                              | Bronce                                  |
| ----------------------------- | ------------------------------------ | ---------------------------------- | --------------------------------------- |
| Descenso (03.09)              | Fabien Barel Francia 3:54,77         | Samuel Hill Australia 3:55,54      | Greg Minnaar Sudáfrica 3:57,79          |
| Campo a través (04.09)        | Julien Absalon Francia 2:07:34       | Christoph Sauser · Suiza · 2:07:52 | José Antonio Hermida · España · 2:08:28 |
| Campo a través para 4 (03.09) | Brian Lopes Estados Unidos           | Jared Graves Australia             | Mickaël Deldycke Francia                |
| Trials 20″ (04.09)            | Benito Ros Charral · España · 1 pts. | Marco Hösel · Alemania · 8 pts.    | Juan de la Peña · España · 17 pts.      |
| Trials 26″ (04.09)            | Kenny Belaey · Bélgica · 4           | Vincent Hermance Francia 6         | Benito Ros Charral · España · 7         |

### Femenino
| Evento                        | Oro                                    | Plata                                          | Bronce                                 |
| ----------------------------- | -------------------------------------- | ---------------------------------------------- | -------------------------------------- |
| Descenso (03.09)              | Anne-Caroline Chausson Francia 4:27,34 | Sabrina Jonnier Francia 4:27,71                | Emmeline Ragot Francia 4:31,52         |
| Campo a través (04.09)        | Gunn-Rita Dahle · Noruega · 1:47:19    | Maja Włoszczowska · Polonia · 1:49:28          | Petra Henzi · Suiza · 1:50,26          |
| Campo a través para 4 (03.09) | Jill Kintner Estados Unidos            | Katrina Miller Australia                       | Tara Llanes Estados Unidos             |
| Trials 20″/26″ (02.09)        | Karin Moor · Suiza · 18 pts.           | Ann-Christin Bettenhausen · Alemania · 23 pts. | Mireia Abant Condal · España · 37 pts. |

### Mixto
| Evento                             | Oro                                                                                    | Plata                                                                        | Bronce                                                                            |
| ---------------------------------- | -------------------------------------------------------------------------------------- | ---------------------------------------------------------------------------- | --------------------------------------------------------------------------------- |
| Campo a través por relevos (31.08) | Rubén Ruzafa · Oliver Avilés · Rocío Gamonal · José Antonio Hermida · España · 1:26:02 | Marco Bui · Tony Longo · Eva Lechner · Johannes Schweiggl · Italia · 1:26:21 | Alexis Vuillermoz Stéphane Tempier Séverine Hansen Cédric Ravanel Francia 1:26:32 |

## Medallero
| Núm. | País           | Oro | Plata | Bronce | Total |
| ---- | -------------- | --- | ----- | ------ | ----- |
| 1    | Francia        | 3   | 2     | 3      | 8     |
| 2    | España         | 2   | 0     | 4      | 6     |
| 3    | Estados Unidos | 2   | 0     | 1      | 3     |
| 4    | Suiza          | 1   | 1     | 1      | 3     |
| 5    | Bélgica        | 1   | 0     | 0      | 1     |
| 5    | Noruega        | 1   | 0     | 0      | 1     |
| 7    | Australia      | 0   | 3     | 0      | 3     |
| 8    | Alemania       | 0   | 2     | 0      | 2     |
| 9    | Italia         | 0   | 1     | 0      | 1     |
| 9    | Polonia        | 0   | 1     | 0      | 1     |
| 11   | Sudáfrica      | 0   | 0     | 1      | 1     |
|      | TOTAL          | 10  | 10    | 10     | 30    |